# سناح
سناح هي مدينة يمنية، تقع في محافظة الضالع، وتتبع إدارياً لمديرية الضالع، وتربط بين مديرية الضالع ومديرية قعطبة.

## تاريخ سناح
التاريخ الحديث لمدينة سناح يعود إلى عهد دولة الجنوب العربي، إذ كانت أحد المنافذ الحدودية بين دولتي اليمن، وقد وقعت فيها معارك في حرب 1994 الأهلية بين شمال اليمن وجنوبه، وفي العام 2015 حدثت مواجهات بين الحوثيين وقوات جنوبية أدت في نهاية المعركة إلى السيطرة على المدينة وانتقلت المعركة إلى مديرية قعطبة التي تبعد كيلومترات قليلة من المدينة.

## حادثة سناح
هي حادثة وقعت في 27 ديسمبر من عام 2013 وتسمى من جانب الحراك الجنوبي (مجزرة سناح) في محافظة الضالع التي حدثت في 27 ديسمر 2013م باطلاق قوات الأمن اليمنية التابعة للواء 33 مدرع وتعليمات القائد العسكري اليمني عبد الله ضبعان التابع للجيش اليمني وقد تم بإطلاق مدفعية دبابات على حفل عزاء لفهمي محمد قاسم سناح الذي قتل في مواجهات سابقة مع رجال الأمن
وبحسب احصائيات الحراك الجنوبي بلغ عدد القتلى حوالي 100 قتيل وجريح ومن بينهم 20 طفل تناثرت اشلاى هم حول مكان مخيم العزاء.